# Eberswalde
Eberswalde é um município da Alemanha, localizado no distrito Barnim,  no estado de Brandemburgo.